# منگوله

نمودار یک منگوله

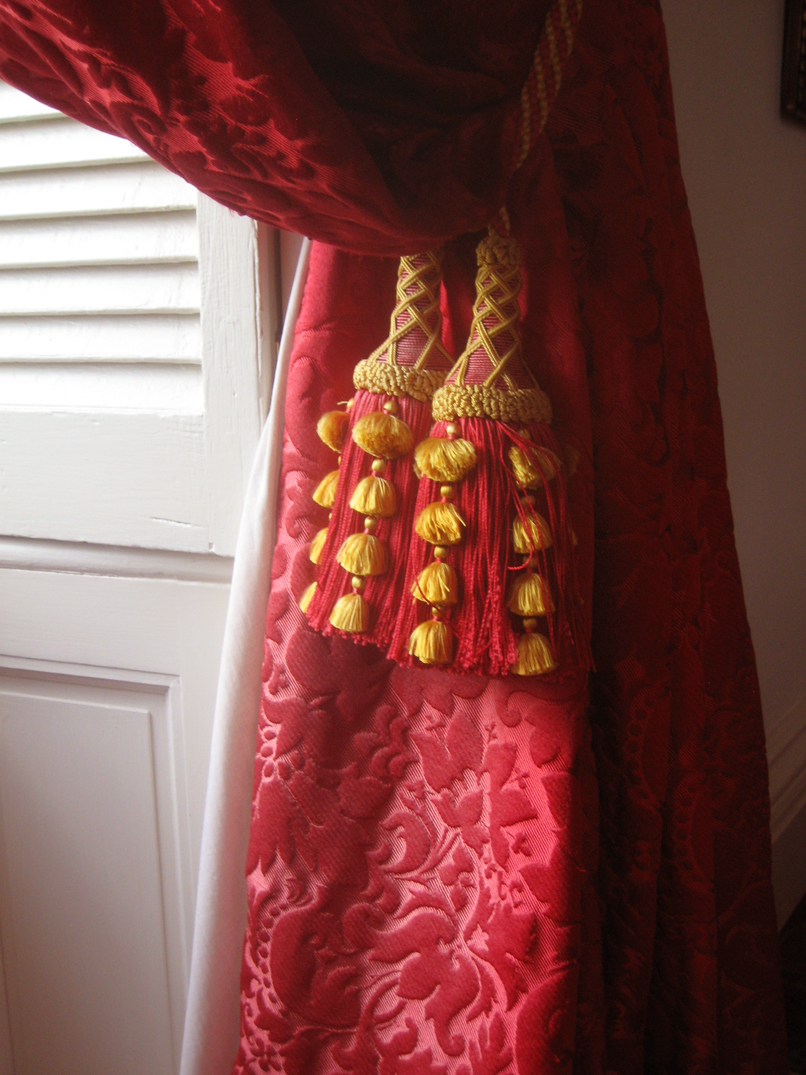
یک منگوله دست‌ساز روی یک پرده در ورمانت

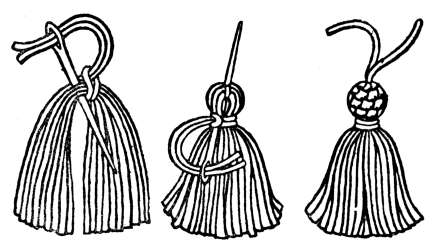
ساخت یک منگوله با استفاده از نخ

منگوله شیئی دکوری در دکوراسیون پارچه‌ای و لباس است و به صورت آویزی است که آن را به شکل رشته و گلوله درست می‌کنند. منگوله یکی از تزئینات معمول جهانی است و در فرهنگ‌ها و تمدن‌های مختلف یافت می‌شود.

## تاریخچه و کاربرد

### کاربرد آیینی
امروزه در کلاه جشن فارغ‌التحصیلی تمام دانشگاه‌های جهان مورد استفاده قرار میگیرد.